# Ned Glass
Ned Glass, właśc. Nusyn Glass (ur. 1 kwietnia 1906 w Radomiu, zm. 15 czerwca 1984 w Encino) − amerykański aktor telewizyjny. W 1969 był nominowany do nagrody Emmy za rolę drugoplanową Sola Coopera w sitcomie NBC Julia (1968-1971) z Diahann Carroll.

## Życiorys
Urodził się w Radomiu, w Kongresie Polskim, w Imperium Rosyjskim, w rodzinie żydowskiej. W młodym wieku wyemigrował do Stanów Zjednoczonych i dorastał w Nowym Jorku. Uczęszczał do City College of New York. W 1931 po raz pierwszy pojawił się na Broadwayu w spektaklu Elmera Rice’a Radca prawny (Counselor-at-Law). Na ekranie wystąpił jako Doc w melodramacie muzycznym Roberta Wise’a i Jerome’a Robbinsa West Side Story (1961) oraz jako czarny charakter Leopold W. Gideon w komedii romantycznej Stanleya Donena Szarada (1963). Często grywał postacie nerwowe, potulne lub fajtłapowate ze względu na grube okulary i nosowy nowojorski akcent.

## Filmografia
- 1939: I’m from Missouri jako dziennikarz
- 1952: Wróć, mała Shebo jako mężczyzna w ośrodku Anonimowych Alkoholików
- 1952: Piękny i zły jako mężczyzna przy szafie
- 1953: Wojna światów jako dobrze ubrany łupieżca z walizką gotówki
- 1953: I Love Melvin jako menadżer teatralny
- 1953: Juliusz Cezar jako szewc
- 1958: Ucieczka w kajdanach jako lekarz
- 1958: Król Kreol jako recepcjonista hotelu
- 1959: Północ, północny zachód jako sprzedawca biletów
- 1961: West Side Story jako Doc
- 1962: Kid Galahad jako Max Lieberman
- 1963: Szarada jako Leopold W. Gideon
- 1966: Szczęście Harry’ego jako Doc Schindler
- 1968: Duch Blackbearda jako Teller
- 1968: Kochany Chrabąszcz jako urzędnik w punkcie poboru opłat drogowych
- 1973: Ocalić tygrysa jako Sid Fivush